# L'amore...
L'amore... è un singolo di Fiorella Mannoia pubblicato il 29 gennaio 2004 per la Sony BMG.

## Tracce
1. L'amore... – 3:50 (Fiorella Mannoia)